# (3174) Alcock
(3174) Alcock ist ein Asteroid des Hauptgürtels, der am 26. Oktober 1984 vom US-amerikanischen Astronomen Edward L. G. Bowell an der Anderson Mesa Station (IAU-Code 688) des Lowell-Observatoriums in Coconino County entdeckt wurde.
Der Asteroid gehört zur Themis-Familie, einer Gruppe von Asteroiden, die nach (24) Themis benannt wurde.
Der Asteroid wurde nach dem herausragenden englischen Amateurastronomen George E. D. Alcock benannt, dem visuellen Entdecker von fünf Kometen und fünf Novae.